# Herbert Brauer
Herbert Brauer (* 3. November 1915 in Berlin; † 4. November 2013 in Berlin) war ein deutscher Konzert- und Opernsänger im Fach des lyrischen Bariton.

## Leben

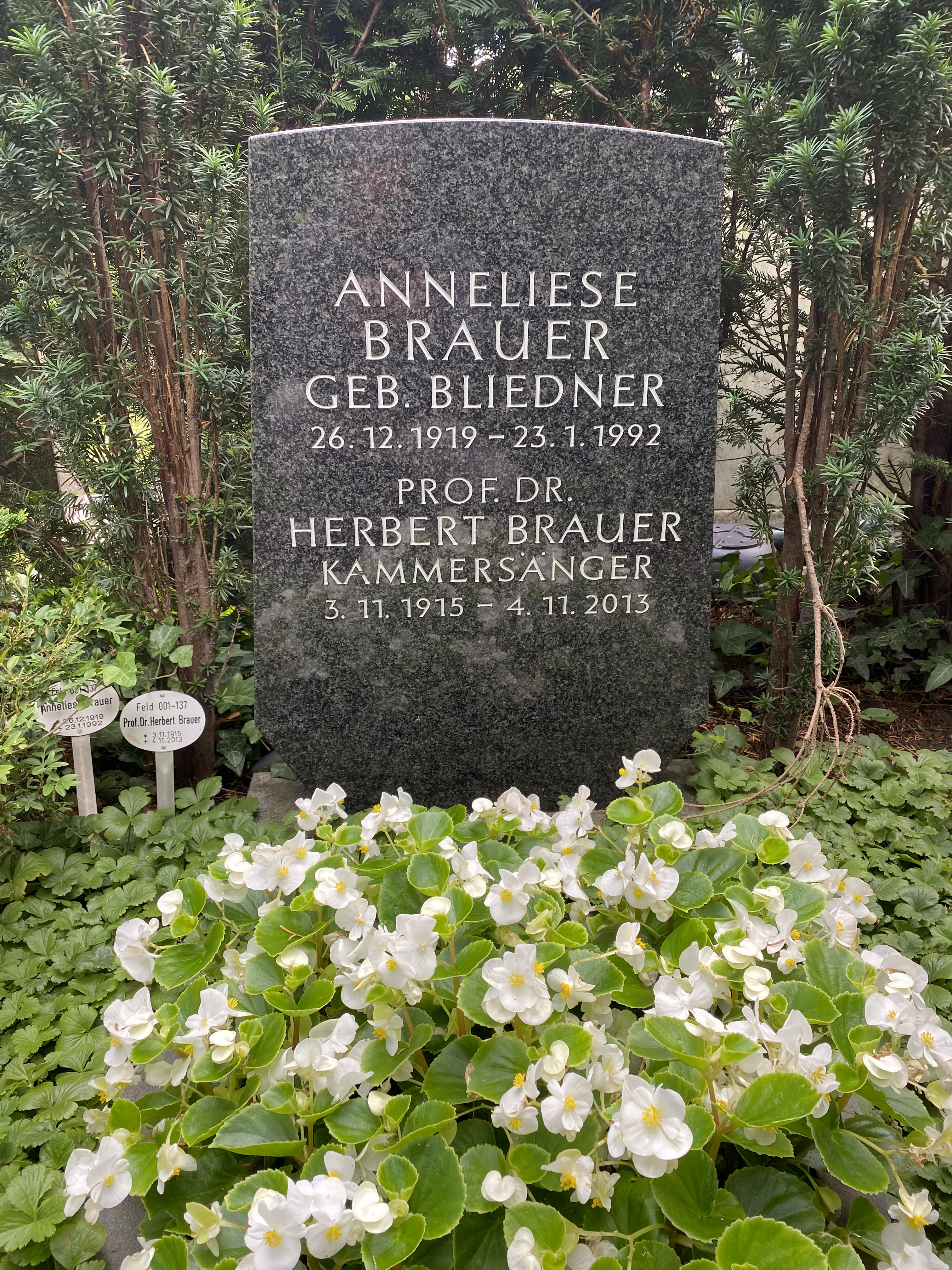
Grabstätte auf dem Friedhof Dahlem (Feld 001-137)

Nach dem Abitur an einem Humanistischen Gymnasium in Berlin studierte Brauer zunächst Zahnmedizin, besuchte anschließend die Hochschule für Musikerziehung und Kirchenmusik in Berlin und nahm ein Musikstudium an der Universität auf, dem 1942 in Gießen eine Promotion zum Dr. phil. folgte (Goethes Lieddichtung bei Franz Schubert und Hugo Wolf). Daneben absolvierte er von 1935 bis 1939 ein Gesangsstudium bei Karl Schmitt-Walter und Willi Domgraf-Fassbaender. 1945 debütierte er als Opernsänger an der Staatsoper Berlin, wo er bis 1948 zum Ensemble gehörte und mit Walter Felsenstein zusammenarbeitete. Weitere Bühnenstationen waren unter anderem Zürich und die Städtische Oper Berlin. Im Laufe seiner Bühnenkarriere sang Brauer zahlreiche klassische Partien wie den „Besenbinder“ in Hänsel und Gretel von Engelbert Humperdinck, „Papageno“ in Mozarts Die Zauberflöte, den „Posa“ im Don Carlos, den „Dr. Malatesta“ im Don Pasquale, den „Zaren Peter“ in Albert Lortzings Zar und Zimmermann, „Graf Eberbach“ in Der Wildschütz, den „Jupiter“ in Jacques Offenbachs Orpheus in der Unterwelt und den „Grafen Almaviva“ in Mozarts Hochzeit des Figaro, „Pierrot“ in Die tote Stadt von Erich Wolfgang Korngold, „Guglielmo“ in Mozarts Così fan tutte, „Venezianischer Kaufmann“ in Sadko von Rimski-Korsakow, „Dr. Falke“ in Die Fledermaus von Johann Strauss. Am 13. März 1951 wirkte er in der Uraufführung von R.Oboussiers 'Amphitryon' an der Städtischen Oper Berlin mit und am 20. Juni 1952 sang er in Zürich die Titelpartie in der Neufassung von Paul Hindemiths 'Cardillac'.
Überdies unterrichtete Brauer, der auch den Professorentitel trug, an der Hochschule der Künste in Berlin. Zu seinen Schülern zählten Josef Becker, Lee Kwang-keun, Kwangchul Youn und Jonathan de la Paz Zaens.
Zusätzlich übernahm er Gesangs- und Sprechrollen in verschiedenen Rundfunkproduktionen des SFB, RIAS, NWDR, BR und SDR. Außerdem synchronisierte Brauer für Filmproduktionen Schauspieler in Gesangsparts wie beispielsweise 1950 Claus Holm als „Fluth“ in der DEFA-Produktion Die lustigen Weiber von Windsor.
Herbert Brauer starb nur einen Tag nach seinem 98. Geburtstag in Berlin. Er wurde am 15. November 2013 auf dem Friedhof Dahlem beigesetzt.

## Theater
- 1948: Carl Orff: Die Kluge (Eseltreiber) – Regie: Walter Felsenstein – (Komische Oper Berlin)